# Songlin Linchang (bondby i Kina, Heilongjiang Sheng, lat 48,19, long 129,59)
Songlin Linchang (kinesiska: 松林林场) är en bondby i Kina. Den ligger i provinsen Heilongjiang, i den nordöstra delen av landet, omkring 350 kilometer nordost om provinshuvudstaden Harbin. Antalet invånare är 440. Befolkningen består av 223 kvinnor och 217 män. Barn under 15 år utgör 8,0 %, vuxna 15-64 år 73 %, och äldre över 65 år 17,0 %.
Runt Songlin Linchang är det ganska glesbefolkat, med 40 invånare per kvadratkilometer. Närmaste större samhälle är Xinqing, 11,9 km norr om Songlin Linchang. I omgivningarna runt Songlin Linchang växer i huvudsak blandskog.
Genomsnittlig årsnederbörd är 1 007 millimeter. Den regnigaste månaden är juli, med i genomsnitt 254 mm nederbörd, och den torraste är januari, med 11 mm nederbörd.